# Celestus marcanoi
Celestus marcanoi là một loài thằn lằn trong họ Anguidae. Loài này được Schwartz & Inchaustegui mô tả khoa học đầu tiên năm 1976.